# Джаспер (округ, Индиана)
Джа́спер (англ. Jasper County) — округ в США, штате Индиана. Официально образован в 1838 году. По состоянию на 2010 год, численность населения составляла 33 478 человек. Получил своё название в честь американского военнослужащего Уильяма Джаспера.

## География
По данным Бюро переписи США, общая площадь округа равняется 1454 км², из которых 1449 км² суша и 5 км² или 0,31 % это водоёмы.

## Климат
В округе влажный континентальный климат характеризующийся большими сезонными перепадами температур, с тёплым или жарким (и часто влажным) летом и холодной (иногда очень холодной) зимой. Осадки относительно равномерно распределены в течение всего года во многих районах с таким климатом, но порой может наблюдаться заметное сокращение зимних осадков и даже зимняя засуха. Подтип классификации климата Кёппена обозначается на климатических картах аббревиатурой «Dfa» (жаркий летний континентальный климат).

## Население
По данным переписи населения 2000 года в округе проживает 30 043 жителей в составе 10 686 домашних хозяйств и 8 217 семей. Плотность населения составляет 21,00 человек на км2. На территории округа насчитывается 11 236 жилых строений, при плотности застройки около 8,00-ти строений на км2. Расовый состав населения: белые — 97,97 %, афроамериканцы — 0,35 %, коренные американцы (индейцы) — 0,18 %, азиаты — 0,19 %, гавайцы — 0,00 %, представители других рас — 0,63 %, представители двух или более рас — 0,68 %. Испаноязычные составляли 2,44 % населения независимо от расы.
В составе 36,40 % из общего числа домашних хозяйств проживают дети в возрасте до 18 лет, 65,40 % домашних хозяйств представляют собой супружеские пары проживающие вместе, 7,70 % домашних хозяйств представляют собой одиноких женщин без супруга, 23,10 % домашних хозяйств не имеют отношения к семьям, 19,90 % домашних хозяйств состоят из одного человека, 9,30 % домашних хозяйств состоят из престарелых (65 лет и старше), проживающих в одиночестве. Средний размер домашнего хозяйства составляет 2,72 человека, и средний размер семьи 3,13 человека.
Возрастной состав округа: 27,40 % моложе 18 лет, 10,10 % от 18 до 24, 27,70 % от 25 до 44, 22,30 % от 45 до 64 и 22,30 % от 65 и старше. Средний возраст жителя округа 35 лет. На каждые 100 женщин приходится 98,20 мужчин. На каждые 100 женщин старше 18 лет приходится 95,40 мужчин.
Средний доход на домохозяйство в округе составлял 43 369 USD, на семью — 50 132 USD. Среднестатистический заработок мужчины был 38 544 USD против 22 191 USD для женщины. Доход на душу населения составлял 19 012 USD. Около 4,60 % семей и 6,70 % общего населения находились ниже черты бедности, в том числе — 8,00 % молодежи (тех, кому ещё не исполнилось 18 лет) и 5,10 % тех, кому было уже больше 65 лет.